# Петренко Ігор Петрович
Ігор Петрович Петренко (рос. Игорь Петрович Петренко; нар. 23 серпня 1977, Потсдам, НДР) —  російський театральний і кіноактор, лавреат Державної премії Росії (2002). Внесений до переліку осіб, які створюють загрозу нацбезпеці України. Прихильник путінського режиму. Путініст і українофоб. Підтримує вторгнення Росії проти України.

## Біографія
Народився 23 серпня 1977 року. в місті Потсдам (НДР) у сім'ї радянського військовика. Його батько був підполковником і кандидатом хімічних наук. Мати Ігоря за професією — перекладачка з англійської мови. Коли Ігорю виповнилося три роки, його родина переїхала до Москви.
У дитинстві головними захопленнями Ігоря був спорт — спортивна гімнастика, самбо та дзюдо, серед шкільних предметів — англійська мова.
Будучи неповнолітнім, у 1992 р. брав участь у вбивстві, незабаром після чого арештований. Близько року Ігор Петренко провів у слідчому ізоляторі «Матроська тиша», відпущений на свободу до суду. У 1997 р. суд засудив Петренко до 8 років позбавлення волі, визнав можливим не приводити вирок у виконання, а призначити покарання умовно з випробувальним терміном три роки.
Юнак довгий час не міг визначитися з вибором професії і навіть після закінчення школи не міг прийняти цього рішення. З волі випадку Ігор потрапив у Щепкінське училище і вирішив випробувати себе, дізнавшись про набір студентів. Йому вдалося пройти величезний конкурсний відбір у цей навчальний заклад.
У 2000 р. закінчив Вище театральне училище імені М. С. Щепкіна і прийнятий в трупу Малого театру. Через деякий час, через постійні зйомки, з Малого театру довелося піти. У тому ж 2000 р. відбувся кінодебют Ігоря Петренка у фільмі Ільдара Ісламгулова. Роль і кінокартина не стали успішними. Наступний акторський досвід Ігоря був вдалішим, йому принесла популярність роль у серіалі «Московські вікна» Олександра Аравіна. Справжню славу Петренко вдалося здобути після виходу фільму Миколи Лебедєва «Зірка». Завдяки цьому фільму актор отримав премію «Ніка» в номінації «Відкриття 2003 року».
До акторських робіт Ігоря Петренка відноситься участь у серіалах «Найкраще місто землі», «Курсанти», у фільмі «Кармен». Одну з найяскравіших і впізнаваних ролей Петренко приніс фільм «Водій для Віри».
За свої заслуги актор у 2003 р. нагороджений Президентською премією, в 2004-му отримав нагороду «Тріумф» як найкращий молодий актор.
У 2011 році стало відомо, що Ігор Петренко стане виконавцем ролі Шерлока Холмса в новому серіалі за мотивами творів Конана Дойла.

## Громадська діяльність
Фігурант бази даних центру «Миротворець». (порушення Державного кордону України, незаконна комерційна діяльність в окупованому РФ Криму (зйомки у фільмах) та ін.).
У 2022 році підтримав вторгнення Росії в Україну.

## Приватне життя

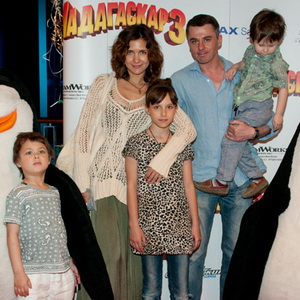
Ігор Петренко і Катерина Климова з дітьми на прем'єрі «Мадагаскар 3» 2 червня 2012 р.

Був одружений з актрисою Іриною Леоновою (22 серпня 1978). З нею Ігор познайомився під час навчання в театральному училищі, вони одружилися після закінчення навчання у 2000 р. З 2004-го одружений з актрисою Катериною Климовою, виховують трьох дітей: дочку Лізу (від першого шлюбу Катерини Климової) і спільних синів Матвія та Корнія Петренків. З другої обраницею Ігор познайомився на зйомках серіалу «Московські вікна», коли перебував у шлюбі з Іриною Леоновою. З останньою відносини розпалися, після цього Ігор зробив пропозицію Катерині.

## Нагороди
- «Ніка» в номінації «Відкриття року» (2003, за роль у фільмі «Зірка»);
- Президентська премія (2003);
- «Тріумф» як Найкращий молодий актор (2004);
- Державна премія Росії (2002) — за участь у фільмі «Зірка».

## Фільмографія
- 1999 — Чорні перли
- 2000 — Прості істини (47 серія) — Саша
- 2000 —  Умовний рефлекс —  Роман Золотов
- 2000 — Чорна кімната
- 2001 — Московські вікна — Леонід Терехов
- 2002 — Зірка  — лейтенант Травкін
- 2002 — Віліси
- 2003 — Найкраще місто Землі  — Леонід Терехов
- 2003 — Кармен  —  Сергій Нікітін
- 2004 — Водій для Віри —  Віктор
- 2004 —  Гріхи батьків  —  Іван Калистратов
- 2004 — Курсанти  —  лейтенант Добров
- 2004 — Іменини
- 2004 — Кавалери Морської зірки
- 2006 — Герой нашого часу  — Григорій Олександрович Печорін
- 2006 — Вовкодав  - Лучезар
- 2007 — Коли її зовсім не чекаєш  — Дмитро Клімов
- 2009 — І ти, Брут!? Всесвітня історія зрад
- 2009 — Крем — Руслан Булавін
- 2009 — Тарас Бульба  — Андрій
- 2009 — Заборонена реальність  — Матвій Соболєв
- 2010 — Ми з майбутнього 2 — Сергій Філатов, «Борман»
- 2010 — Казка. Є
- 2010 — Відставник-2: Своїх не кидаємо — Віктор Зімін
- 2010 — Робінзон  — Олександр Робертсон
- 2011 — «Кедр» пронизує небо — Сергій Володимирович Ликов
- 2011 — Щасливчик Пашка — Павло Голубєв
- 2011 — У кожного своя війна — Борис Крохин
- 2011 — Відрив — Олексій Мітрохін
- 2012 — Мрії з пластиліну  — Борис
- 2012 — Шерлок Холмс  — Шерлок Холмс
- 2013  — 7 головних бажань — хірург , один головної героїні.
- 2013  — Тамарка — Дубровський
- 2013  — Таємниця Снігової Королеви — Ван
- 2013  — Гетери Майора Соколова
- 2013  — Завірюха
- 2013  — Булаг
- 2013  — Тато на прокат
- 2013  — Дорога
- 2013  — Скасування всіх обмежень
- 2013  — Озирнись назад (короткометражний)
- 2013  — Алхімік
- 2013  — Як завести жінку